# Otaru
Otaru (小樽市, Otaru-shi) est une ville portuaire située dans la sous-préfecture de Shiribeshi, sur l'île de Hokkaidō, dans le nord du Japon.

## Histoire
La ville était une habitation aïnoue, et le nom « Otaru » est reconnu comme étant d'origine aïnoue, signifiant peut-être « rivière qui traverse la plage de sable ». La très petite partie restante de la grotte de Temiya contient des sculptures de la période Zoku-Jōmon de l'histoire aïnoue, vers l'an 400. Le mont Akaiwa (partie nord-ouest d'Otaru) est mémorisé dans la tradition aïnoue dans l'histoire de Sitonai, la fille adolescente du chef du village qui avait tué un serpent blanc de la grotte de la montagne qui exigeait des sacrifices de filles chaque année, La légende explique le nom d'une grande grotte sur le mont Akaiwa, la grotte Hakuryu gongen (白竜権現洞窟, litt. « la grotte du dragon blanc Gongen) et la raison pour laquelle un sanctuaire a été construit sur la montagne, afin de protéger le village contre le serpent.
Otaru a été reconnu comme un village par le bakufu en 1865, et en 1880 la première ligne de chemin de fer à Hokkaido a été ouverte avec un service quotidien entre Otaru et Sapporo.
Un décret impérial de juillet 1899 établit Otaru comme un port ouvert pour le commerce avec les États-Unis et le Royaume-Uni
La ville a bien prospéré en tant que centre financier et commercial de Hokkaido ainsi que le port de commerce avec les Japonais gouvernés par le sud de Sakhaline jusqu'aux années 1920. Otaru a été rebaptisée ville le 1er août 1922.
Le 26 décembre 1924, un train de marchandises chargé de 600 caisses de dynamite explose à la gare de Temiya, endommageant l'entrepôt, les installations portuaires et les environs. Les responsables locaux ont déclaré qu'au moins 94 personnes ont été tuées et 200 autres blessées dans cette catastrophe.
Pendant la Seconde Guerre mondiale, Otaru abrita un camp de prisonniers pour les Aléoutes emmenés à la suite de l'occupation japonaise d'Attu. Pendant les dernières phases de la guerre, Otaru a été bombardée en juillet 1945.
Depuis les années 1950, alors que l'industrie du charbon autour de la ville déclinait, le statut de centre économique est passé d'Otaru à Sapporo.

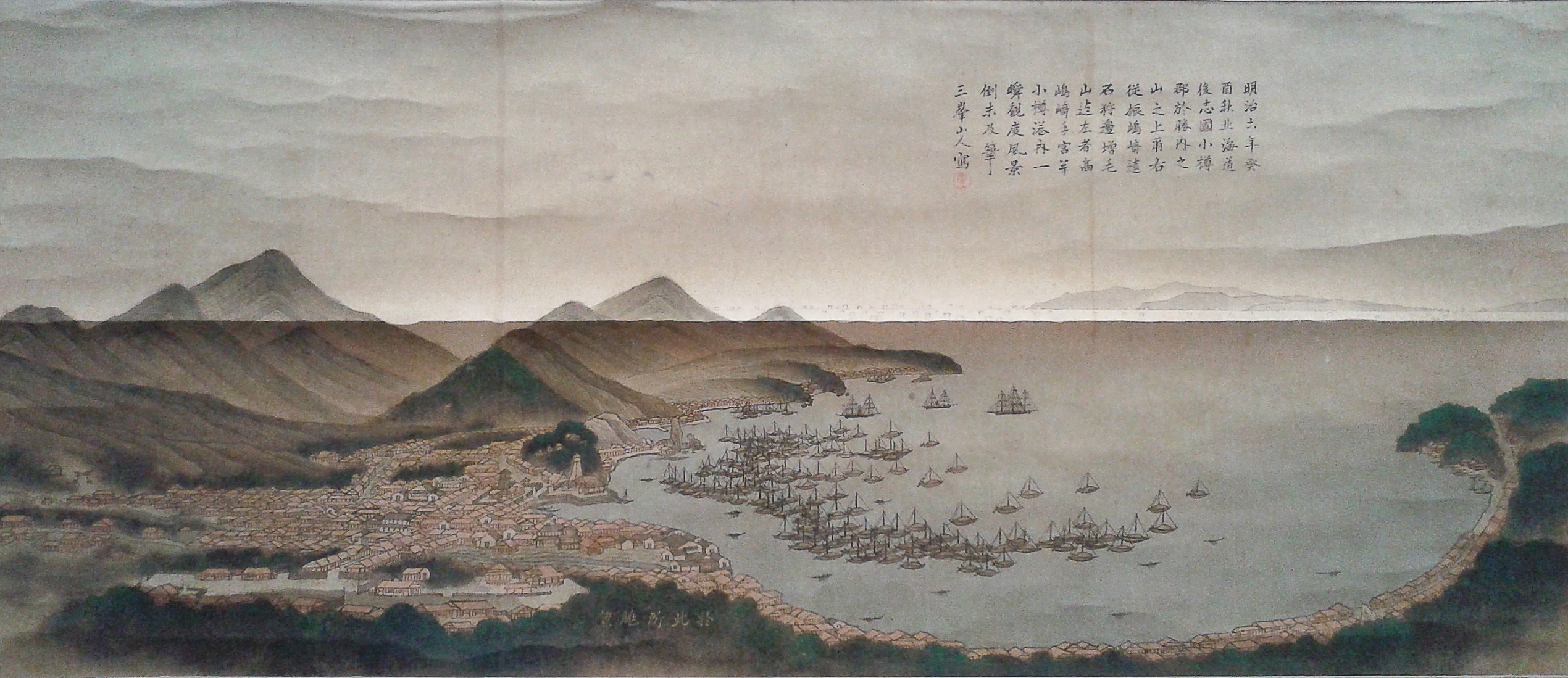
Otaru en 1876.
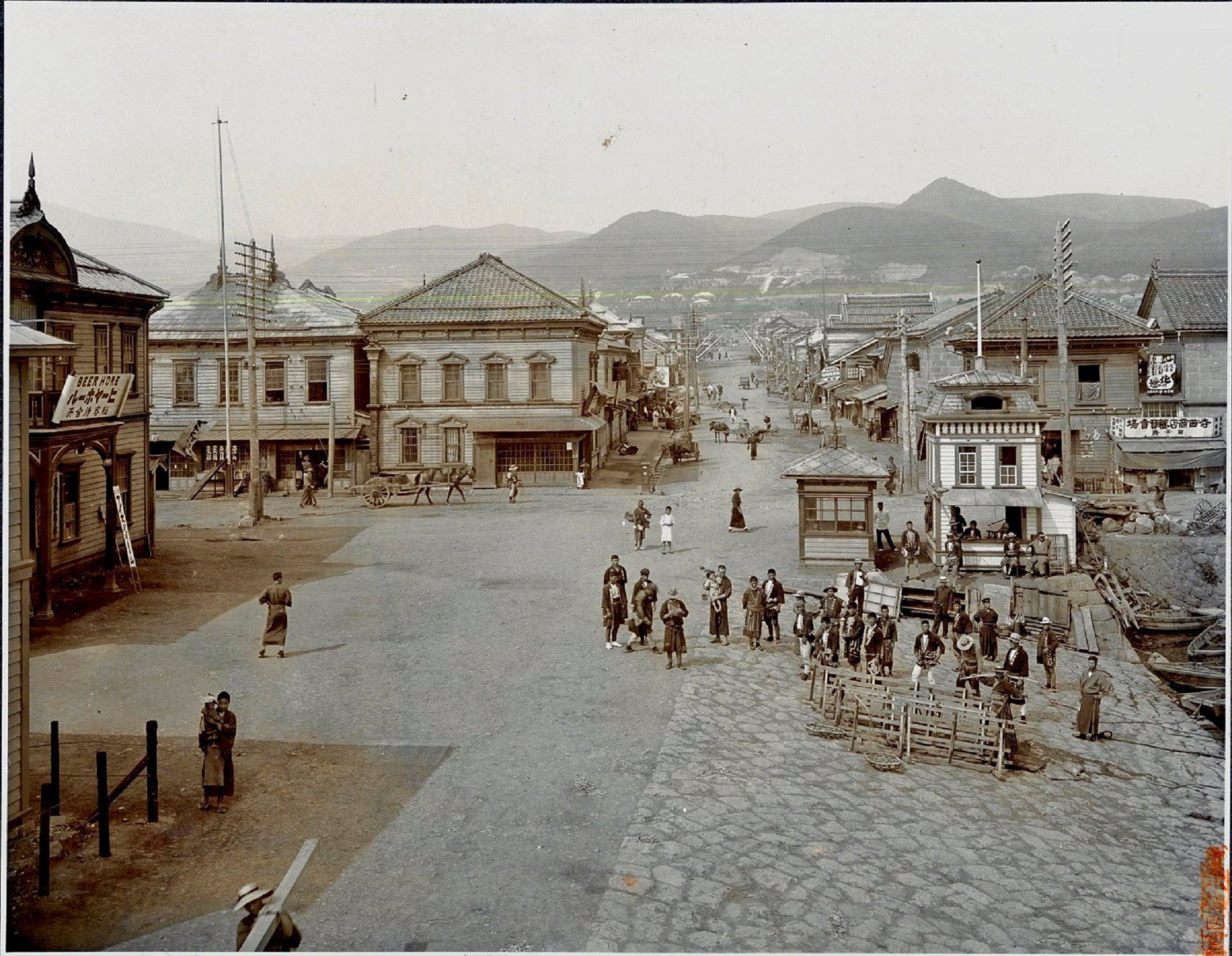
Otaru en 1909.
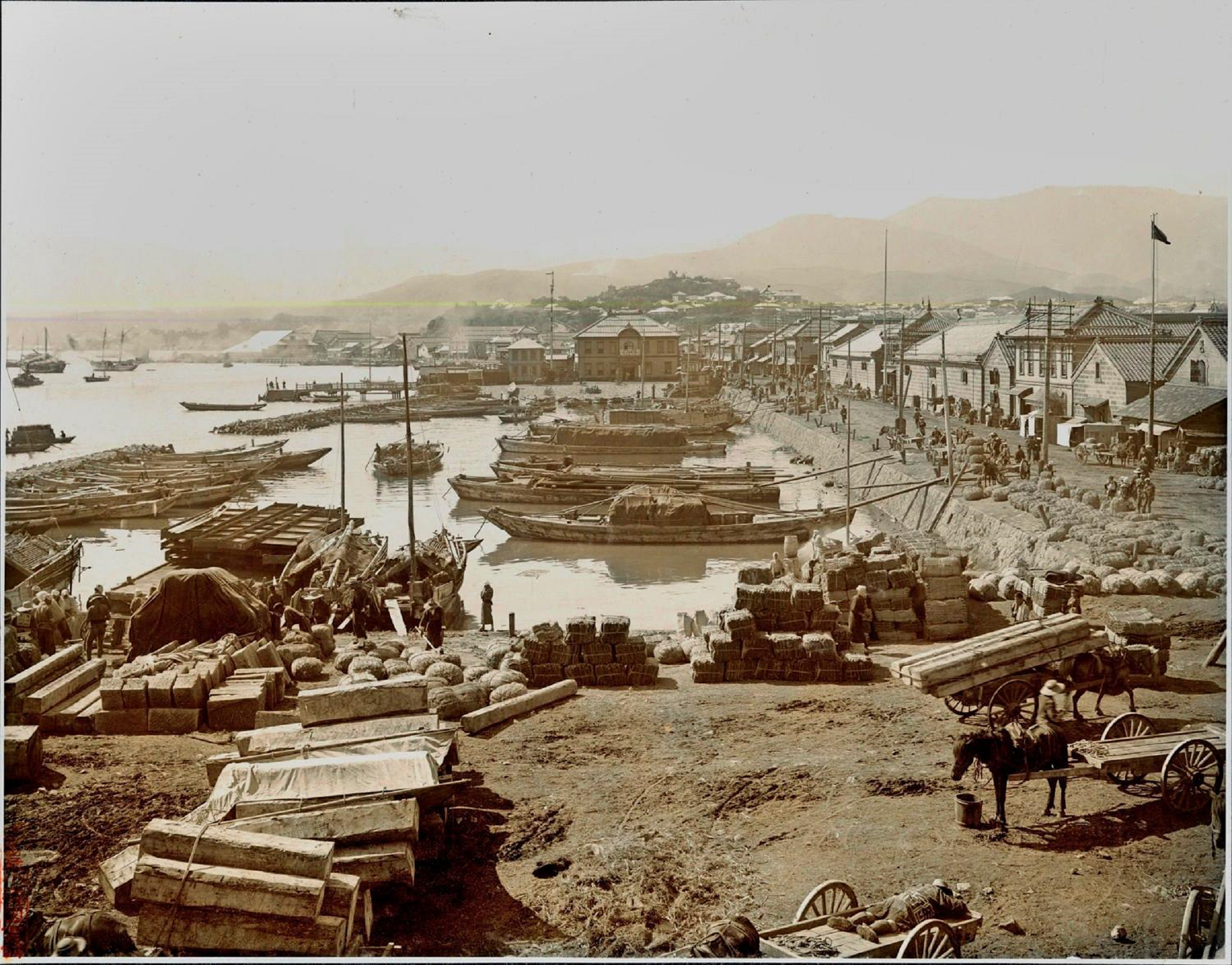
Port d'Otaru en 1909.
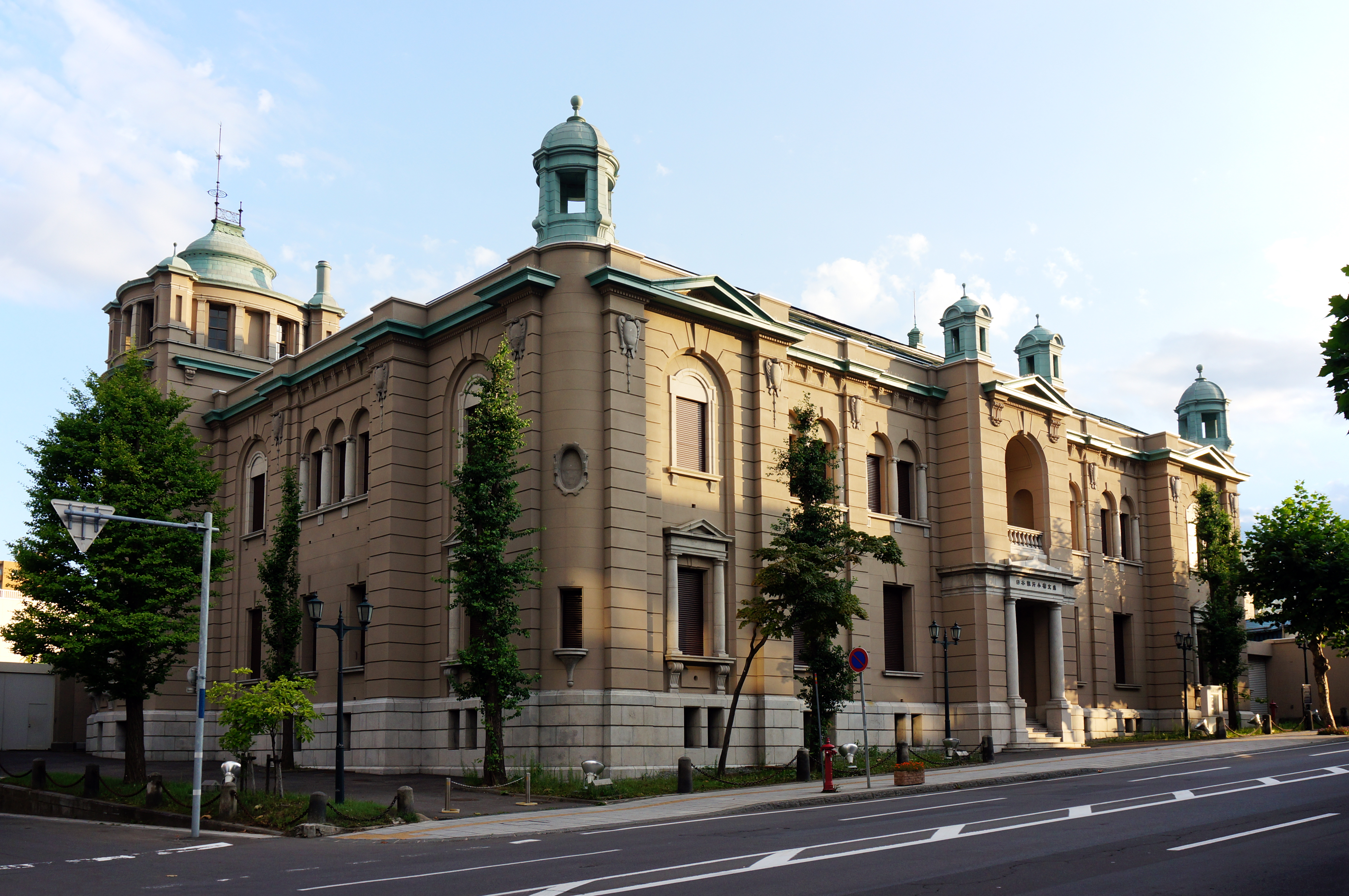
Ancienne succursale de la Banque du Japon à Otaru, qui abrite aujourd'hui le musée de la Banque du Japon à Otaru.

## Géographie

### Situation
La ville d'Otaru est située dans la sous-préfecture de Shiribeshi sur l'île de Hokkaidō, 30 km à l'ouest de la capitale, Sapporo. La partie sud de la ville est caractérisée par les pentes abruptes de diverses montagnes (notamment Tenguyama), où l'altitude des terres chute fortement des montagnes à la mer. Le terrain disponible entre la côte et les montagnes a été presque complètement développé et la partie développée de la ville sur les pentes de la montagne s'appelle Saka-no-machi ou « ville des collines », comprenant des collines nommées Funamizaka (Boat-view Hill) et Jigokuzaka (Hell Hill).

Vue panoramique aérienne de la ville au-dessus de la mer.

### Démographie
En 2010, la population d'Otaru était estimée à 133 232 habitants, répartis sur superficie de 243,30 km2 (densité de population de 548 hab./km2). Elle était de 111 226 habitants en juin 2021.

### Hydrographie
Otaru est située au bord de la baie d'Ishikari, dans la mer du Japon.

### Climat
| Mois                                             | jan.     | fév.       | mars       | avril     | mai       | juin      | jui.      | août      | sep.      | oct.      | nov.      | déc.       | année     |
| ------------------------------------------------ | -------- | ---------- | ---------- | --------- | --------- | --------- | --------- | --------- | --------- | --------- | --------- | ---------- | --------- |
| Température minimale moyenne (°C)                | −5,8     | −5,7       | −2,4       | 2,6       | 7,9       | 12,5      | 17,1      | 18,4      | 14,3      | 7,9       | 1,6       | −3,8       | 5,4       |
| Température moyenne (°C)                         | −3,1     | −2,7       | 0,8        | 6,5       | 12,1      | 16        | 20,2      | 21,7      | 18,1      | 11,8      | 4,9       | −1,1       | 8,8       |
| Température maximale moyenne (°C)                | −0,5     | −0,2       | 4,1        | 10,9      | 16,9      | 20,4      | 24,2      | 25,6      | 22,3      | 15,9      | 8,3       | 1,6        | 12,5      |
| Record de froid (°C) date du record              | −18 1954 | −17,2 1978 | −14,1 1970 | −6,4 1964 | 0 1980    | 4,5 1981  | 9 1951    | 8,9 1971  | 2,6 1964  | −1,4 1955 | −9,1 1971 | −13,5 1952 | −18 1954  |
| Record de chaleur (°C) date du record            | 11 2009  | 12,1 2010  | 16,9 1997  | 27,6 1998 | 30,2 2019 | 31,9 2021 | 36,2 2021 | 34,9 2000 | 33,6 2012 | 25,7 2018 | 21,8 2003 | 15,2 1954  | 36,2 2021 |
| Ensoleillement (h)                               | 63,5     | 78,2       | 128,8      | 175,5     | 200,6     | 170,4     | 163,3     | 167,7     | 159,8     | 139,7     | 79,6      | 59         | 1 586,2   |
| Précipitations (mm)                              | 138,1    | 106,6      | 87,3       | 56,4      | 53,7      | 55,6      | 93,6      | 131,3     | 131,7     | 123       | 152,4     | 151,9      | 1 281,6   |
| dont neige (cm)                                  | 157      | 130        | 80         | 7         | 0         | 0         | 0         | 0         | 0         | 0         | 36        | 142        | 556       |
| Nombre de jours avec précipitations              | 22,8     | 18,6       | 16,1       | 10        | 9         | 7,4       | 8,3       | 9,6       | 11,3      | 14,1      | 18,1      | 21,7       | 167       |
| dont nombre de jours avec précipitations ≥ 10 mm | 4,1      | 2,8        | 2,3        | 1,5       | 1,6       | 1,5       | 3,1       | 3,9       | 4,1       | 4,6       | 5         | 5,2        | 39,8      |
| Humidité relative (%)                            | 71       | 70         | 66         | 64        | 69        | 78        | 81        | 78        | 73        | 69        | 69        | 71         | 72        |
| Nombre de jours avec neige                       | 23       | 19,1       | 15,7       | 2,5       | 0         | 0         | 0         | 0         | 0         | 0,1       | 6,3       | 19,8       | 86,6      |

| Diagramme climatique                                  |               |             |             |             |              |              |               |               |            |             |              |
| J                                                     | F             | M           | A           | M           | J            | J            | A             | S             | O          | N           | D            |
| −0,5−5,8138,1                                         | −0,2−5,7106,6 | 4,1−2,487,3 | 10,92,656,4 | 16,97,953,7 | 20,412,555,6 | 24,217,193,6 | 25,618,4131,3 | 22,314,3131,7 | 15,97,9123 | 8,31,6152,4 | 1,6−3,8151,9 |
| Moyennes : • Temp. maxi et mini °C • Précipitation mm |               |             |             |             |              |              |               |               |            |             |              |

## Éducation
- Université de commerce d'Otaru

## Culture locale et patrimoine
La ville d'Otaru abrite des canaux et des entrepôts en brique datant de l’époque du développement de Hokkaidō, à la fin du XIXe siècle.

## Transports

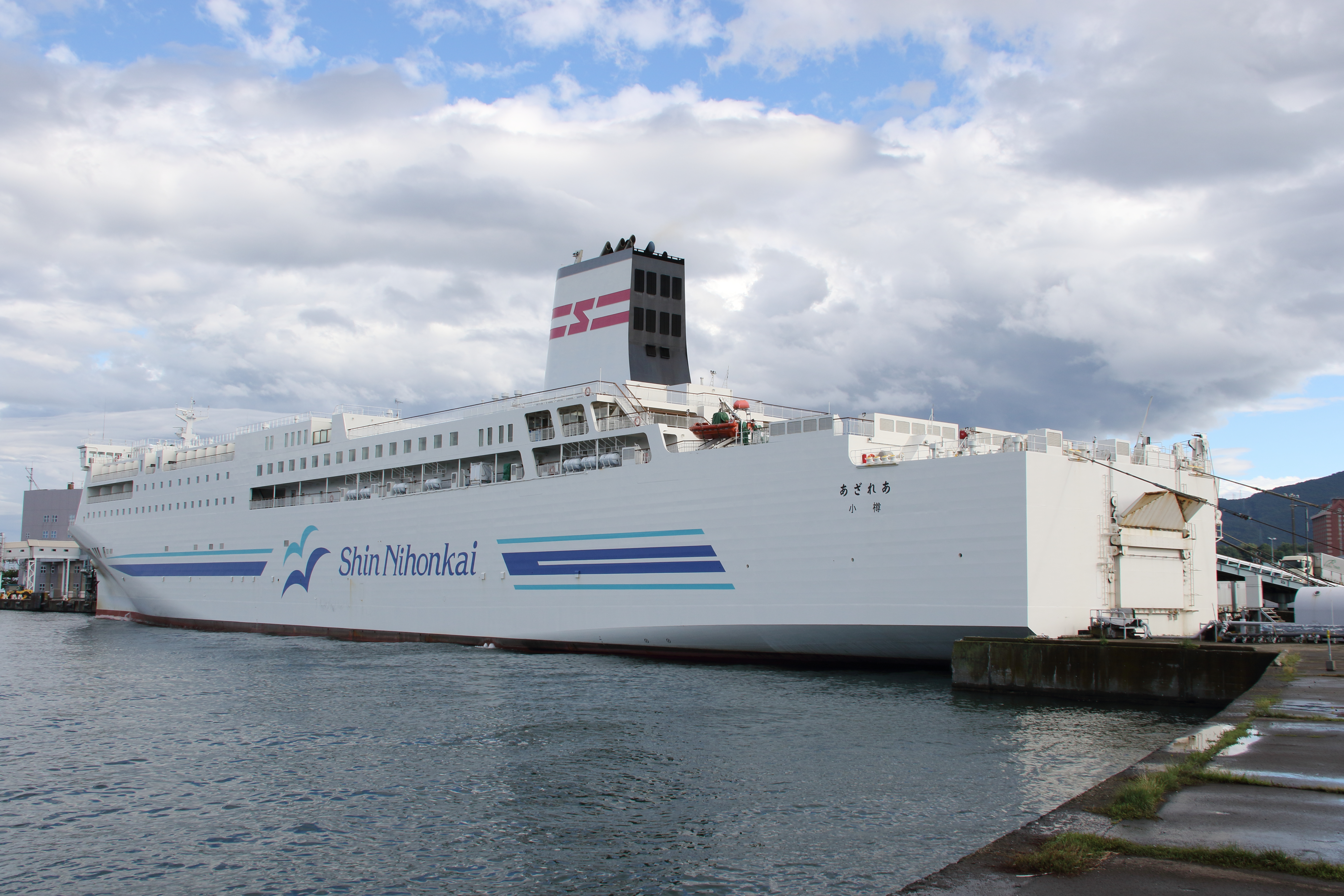
Ferry reliant quotidiennement Otaru à Niigata.

La ville possède un port important. Des liaisons régulières vers les villes de Maizuru et Niigata sont assurées chaque jour par les navires de la compagnie Shin Nihonkai Ferry.
Otaru est desservie par la ligne principale Hakodate de la JR Hokkaido. La gare d'Otaru est la principale gare de la ville.

## Jumelages
Otaru est jumelée avec :
- Nakhodka (Russie)
- Dunedin (Nouvelle-Zélande)

## Personnalités liées à la municipalité
Sont nés à Otaru :
- Ichirō Yamaguchi (en) (1980-), fondateur du groupe de rock japonais Sakanaction.
- Kazuya Yoshioka (1978-), sauteur à ski ;
- Tetsuya Mizuguchi (1965), créateur de jeu vidéo ;
- Miyoshi Umeki (1929-2007), actrice américaine ;
- Seiichi Sugano (1939-), shihan 8e dan d'aïkido, élève du fondateur de cet art martial japonais, Morihei Ueshiba ;
- Masaki Kobayashi (1916-1996), réalisateur ;
- Takiji Kobayashi (1903-1933), écrivain japonais, opposant du régime militariste japonais des années 1930, auteur de deux livres réputés sur les populations de Hokkaido, mort sous la torture par la police japonaise.